# سوسک‌های پوسته‌نشین
 سوسک‌های پوسته‌نشین(نام علمی: Scolytinae) نام یک زیرخانواده از تیره سوسکچه‌های خرطوم‌دار است.

## نگارخانه

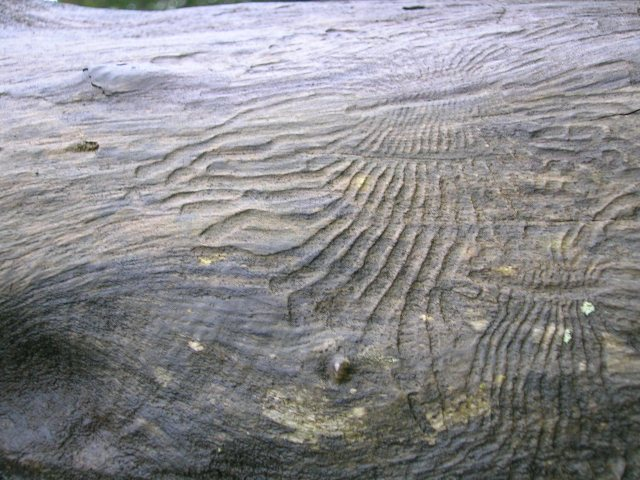
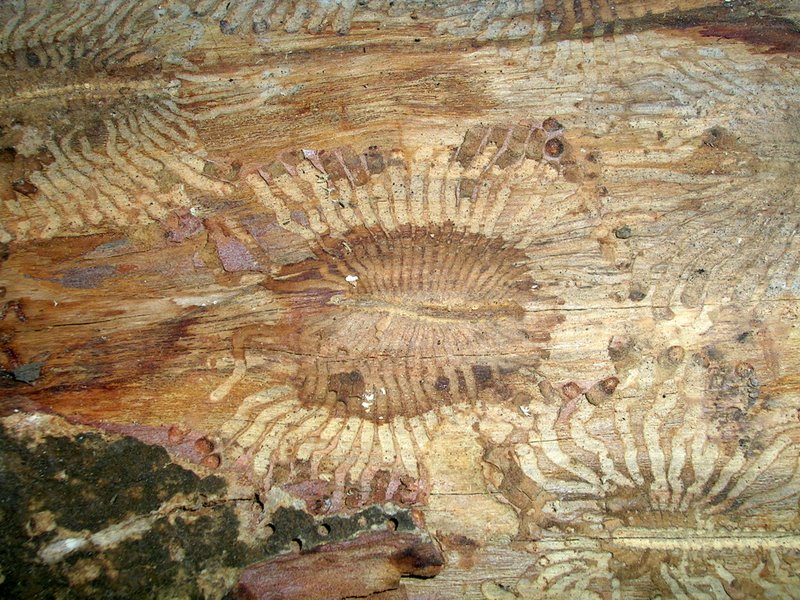
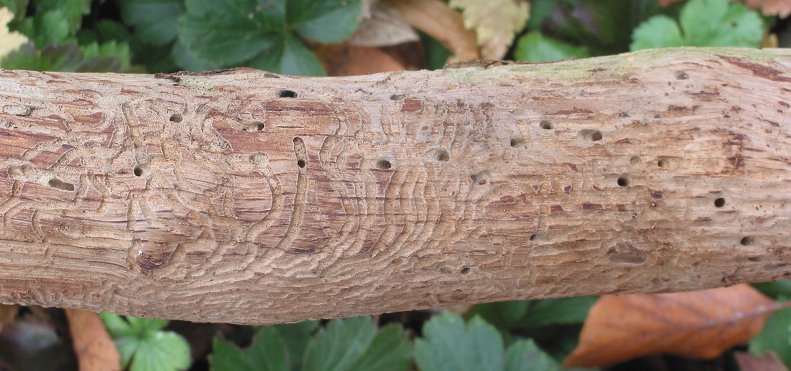
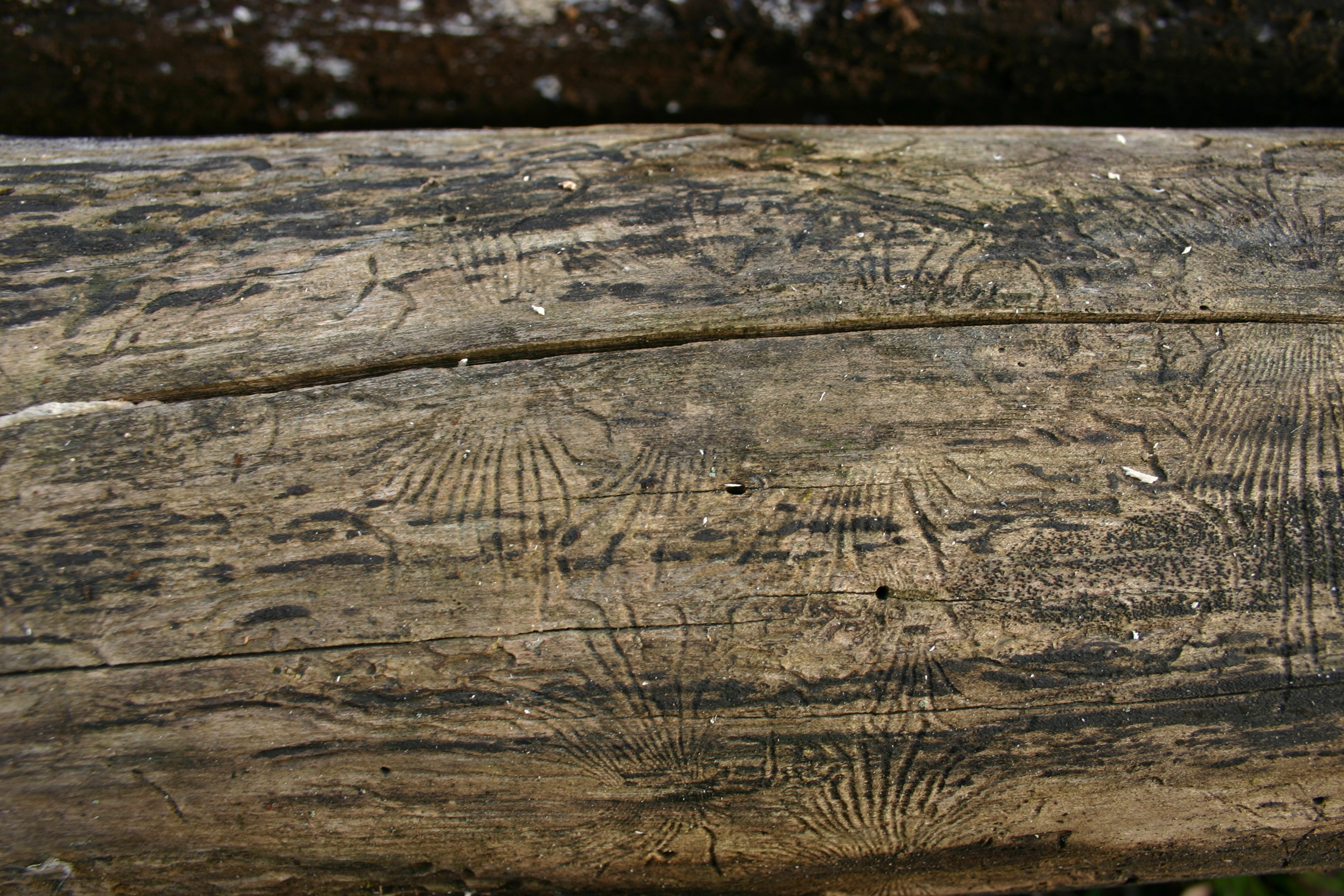